# Споднє Странє
Споднє Странє (словен. Spodnje Stranje) — поселення в общині Камник, Осреднєсловенський регіон, Словенія. Висота над рівнем моря: 424,9 м.